# Friede von Gent

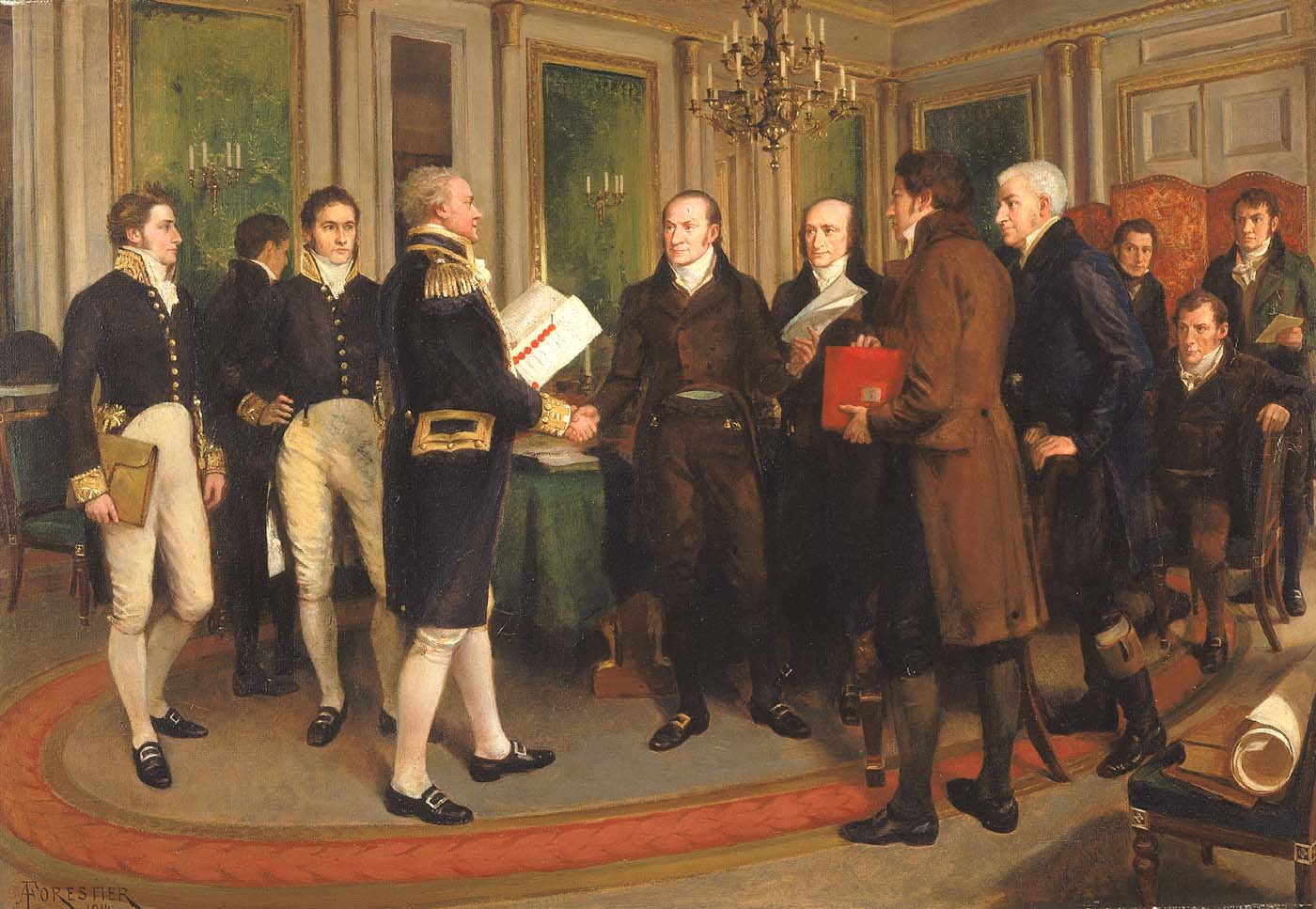
Friedensschluss (Gemälde von 1914)

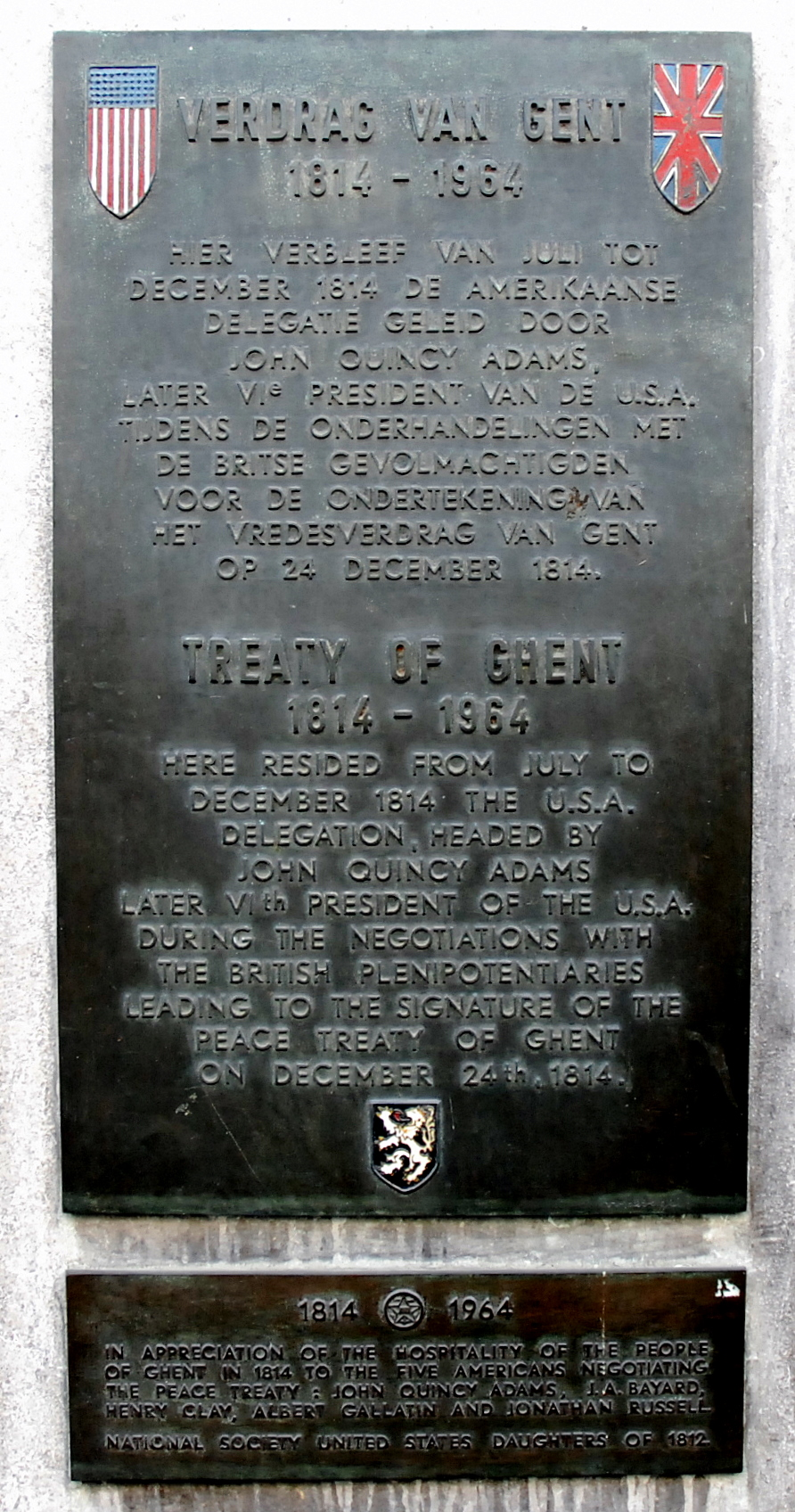
Gedenktafel in Gent

Der Friede von Gent beendete am 24. Dezember 1814 die gegenseitigen Kriegshandlungen der Briten und Amerikaner im Britisch-Amerikanischen Krieg 1812–1815. Der Vertrag stellte im Wesentlichen den Status quo der Vorkriegszeit wieder her.
Die anfangs harten Vertragsbedingungen für die Vereinigten Staaten wurden durch die Intervention des britischen Außenministers Robert Stewart, 2. Marquess of Londonderry im Spätsommer 1814 abgemildert, der in Gent einen Zwischenstopp auf seinem Weg zum Wiener Kongress einlegte.
Handelsverträge mit den Britischen Inseln wurden im Verlauf der folgenden Jahre lediglich leicht gelockert. Legaler Handel mit dem ausgedehnten britischen Kolonialreich blieb den Vereinigten Staaten jedoch weiterhin verwehrt.
Trotz Friedensschluss kam es im Januar 1815 noch zur Schlacht von New Orleans zwischen den beiden Vertragsparteien, da aufgrund der damaligen langsamen Kommunikationswege die Information über den Friedensschluss die USA noch nicht erreicht hatte. Erst am 18. Februar ratifizierten die Vereinigten Staaten den Vertrag.